# Oospila atopochlora
Oospila atopochlora är en fjärilsart som beskrevs av Louis Beethoven Prout 1933. Oospila atopochlora ingår i släktet Oospila och familjen mätare. Inga underarter finns listade i Catalogue of Life.